# Ficus benghalensis
Ficus benghalensis is een groenblijvende boomsoort, inheems op het Indisch subcontinent. De boom wordt ook wel banyan genoemd, al slaat deze term ook op andere soorten uit de geslachtengroep Urostigma, zoals de bodhiboom (F. religiosa). Enkele exemplaren van Ficus benghalensis behoren tot de bomen met de grootste bladerdaken ter wereld.

## Beschrijving
Ficus benghalensis is een altijdgroene, snelgroeiende boom die voornamelijk in moesson- en regenwouden voorkomt. Hij is goed bestand tegen droogte en milde vorst. Net als veel andere soorten uit het geslacht Ficus produceert de boom luchtwortels, die vanuit de takken verticaal naar beneden groeien. Wanneer deze wortels de grond raken, verdikken ze en groeien ze uit tot dragende stammen. Hierdoor kan het bladerdak zich over een groot oppervlakte uitbreiden. De boom kan een hoogte bereiken van twintig meter.

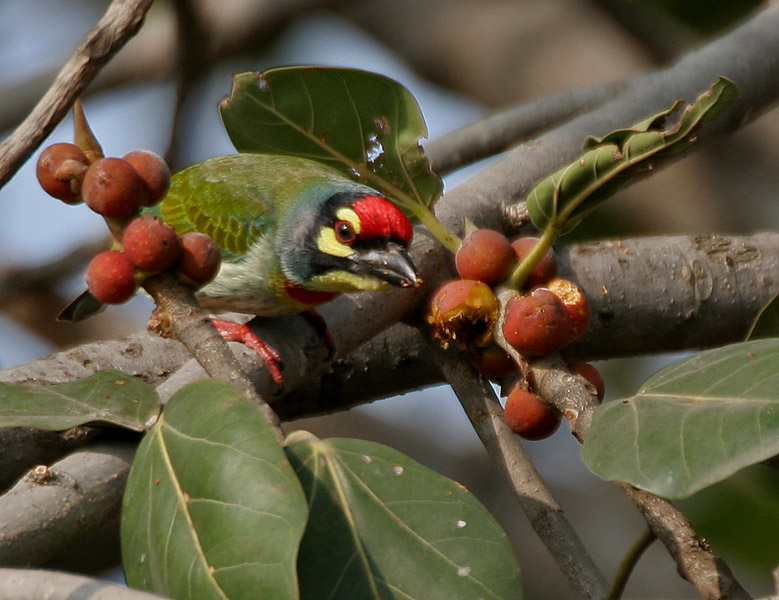
Een kopersmid voedt zich met vijgen van Ficus benghalensis

De vijgen worden gegeten door allerlei frugivore vogels als de kopersmid en de treurmaina. Zaden die het spijsverteringsstelsel van vogels zijn gepasseerd hebben meer kans te ontkiemen en groeien sneller.

## Rol in de cultuur
Ficus benghalensis is de nationale boom van India. Veel boeddhistische tempels zijn gebouwd in de schaduw van het grote bladerdak van de boom, die zowel in India als in Sri Lanka wordt beschouwd als heilig.

### Bekende bomen
Enkele exemplaren van Ficus benghalensis in India behoren tot de bomen met de grootste bladerdaken ter wereld. Thimmamma Marrimanu in Andhra Pradesh is voor zover bekend de recordhouder. De boom heeft bladerdak met een omtrek van 846 meter, dat een tweedimensionaal oppervlak van 19.107 vierkante meter beslaat.
Andere bekende Indiase exemplaren zijn De Grote Banyan in Haora, met een bladerdakoppervlakte van 18.918 vierkante meter, en Dodda Aladha Mara in Karnataka, waarvan het bladerdak ongeveer twaalfduizend vierkante meter beslaat.

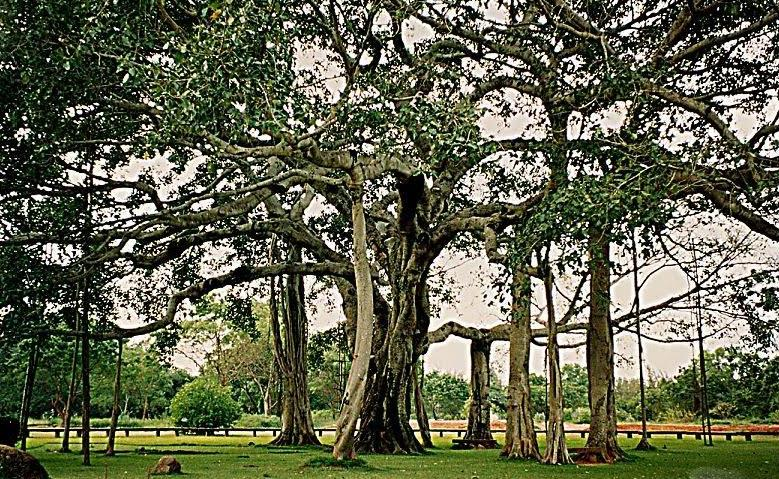
Thimmamma Marrimanu in India is voor zover bekend de boom met het grootste bladerdak ter wereld
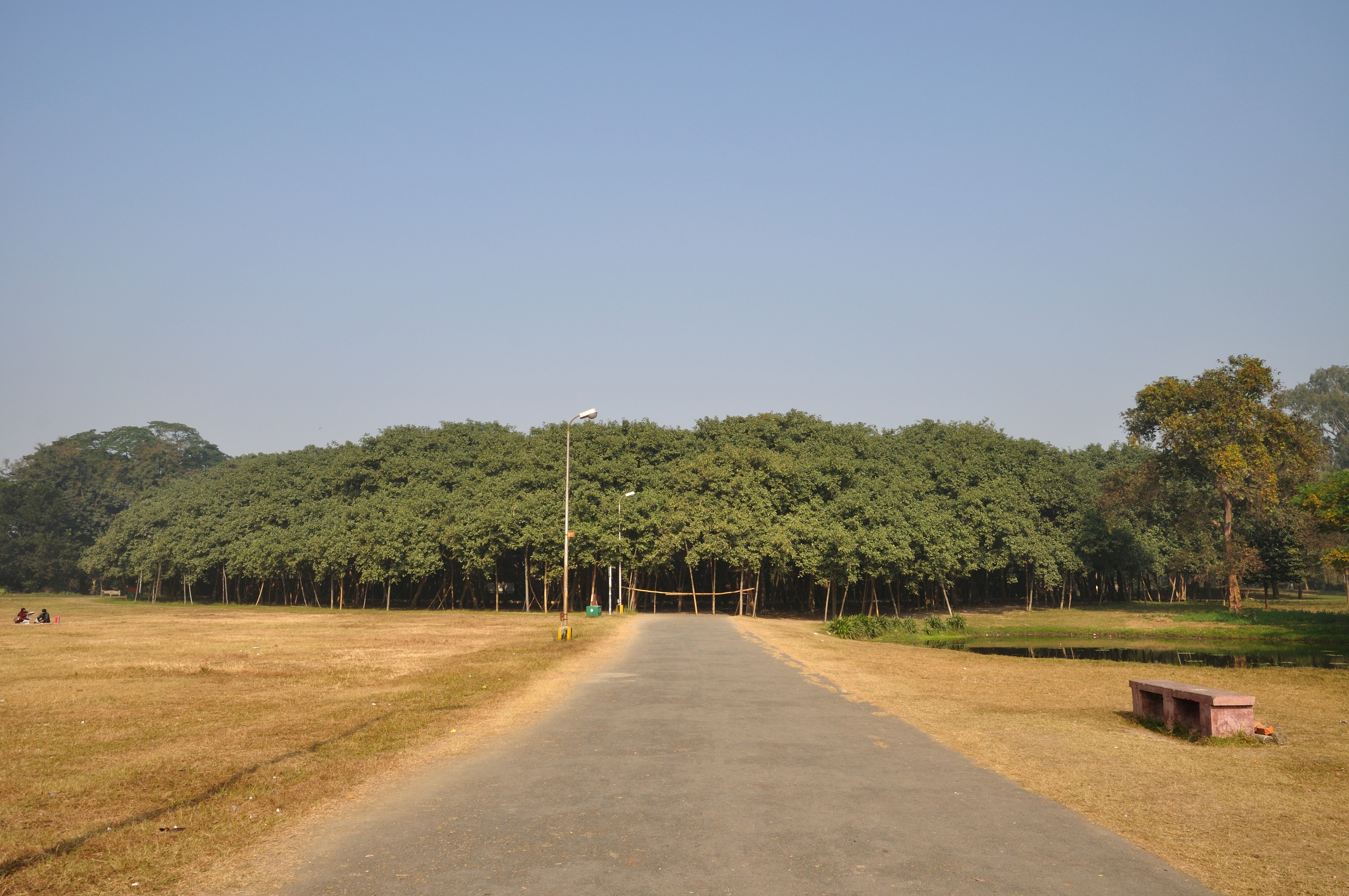
De Grote Banyan is een andere bekende Ficus benghalensis in India
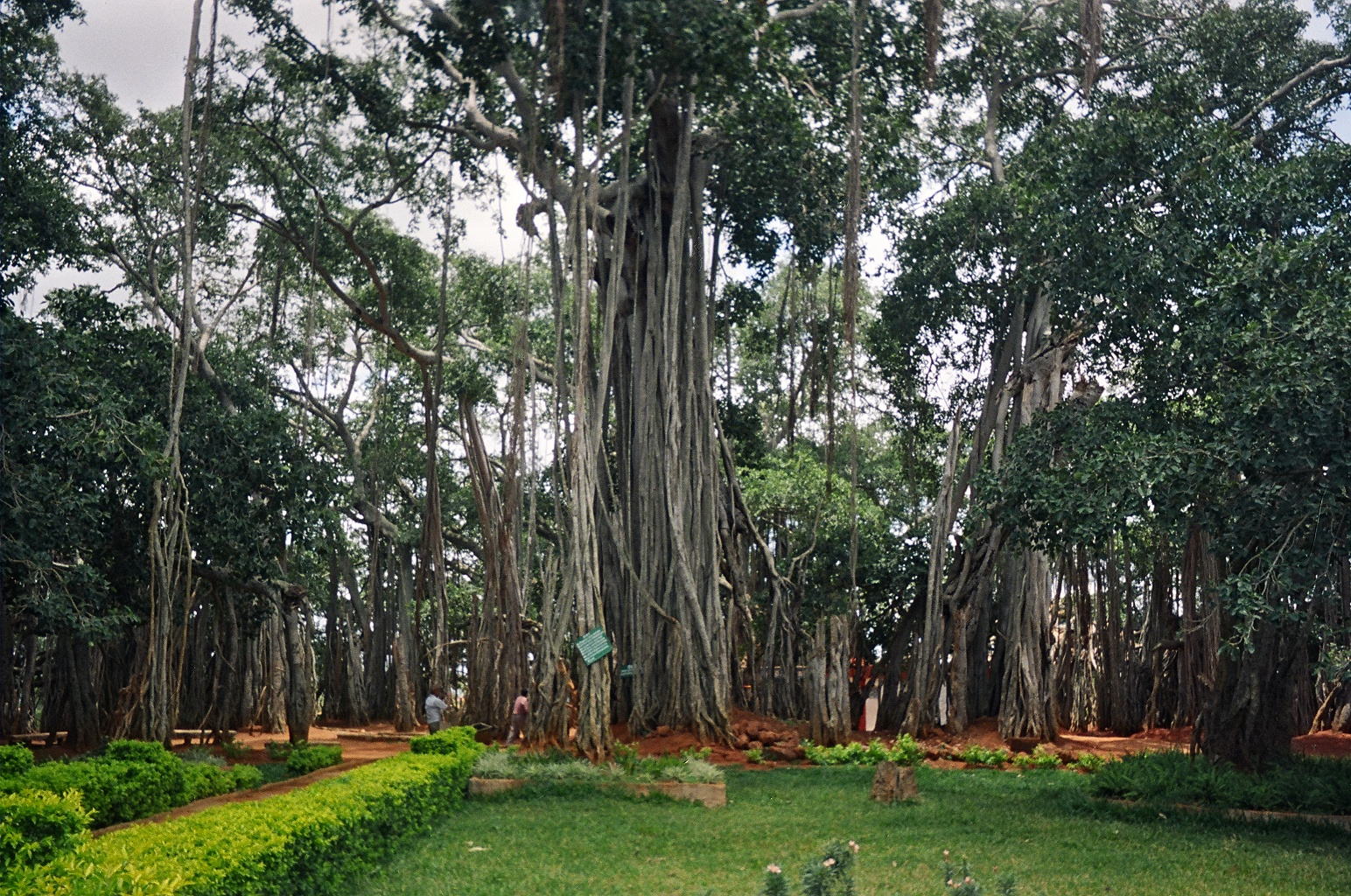
Dodda Aladha Mara